# Milan Lazarević
Milan Lazarević (in serbo Милан Лазаревић?; Milići, 10 gennaio 1997) è un calciatore serbo, difensore del Partizan.

## Caratteristiche tecniche
È un terzino destro.

## Carriera
Cresciuto nel settore giovanile del Vojvodina, nel 2017 è stato ceduto in prestito allo Žarkovo con cui ha debuttato fra i professionisti giocando l'incontro di Prva Liga Srbija pareggiato 0-0 contro il ČSK Čelarevo.